# Gnathotrusia epione
Gnathotrusia epione är en fjärilsart som beskrevs av Frederick DuCane Godman och Osbert Salvin 1878. Gnathotrusia epione ingår i släktet Gnathotrusia och familjen praktfjärilar. Inga underarter finns listade i Catalogue of Life.